# Артёменко, Геннадий Владимирович
Геннадий Владимирович Артёменко (25 ноября 1948, Кривой Рог, Днепропетровская область — 15 августа 2024, Киев) — советский и украинский учёный, доктор геолого-минералогических наук, член-корреспондент НАНУ.

## Биография
Родился 25 ноября 1948 года в городе Кривой Рог Днепропетровской области.
В 1966—1970 годах работал в рудоуправлении шахты имени Орджоникидзе.
В 1970—1975 годах — студент геологического факультета Киевского государственного университета имени Тараса Шевченко.
В 1975—1985 годах — инженер-геолог киевского отделения ГНИ «Союздорпроект».
С 1979 года работал в Институте геохимии, минералогии и рудообразования имени М. П. Семененко АН УССР, где в 1987 году окончил аспирантуру и защитил кандидатскую диссертацию на тему «Геохронология гранит-зеленокаменных пород восточной части Украинского щита».
В 1999 году защитил докторскую диссертацию «Геохронология Среднеприднепровской, Приазовской и Курской гранит-зеленокаменных областей».
Работал в институте старшим инженером, младшим научным сотрудником, научным и старшим научным сотрудником, заведующим отделом геохимии изотопов и радиогеохронологии. В 2001—2003 годах — заместитель директора по научной работе.
Умер 15 августа 2024 года в Киеве.

## Научная деятельность
Автор исследований по хроностратиграфии, петрологии, геохимии и геодинамике раннедокембрийских комплексов восточной части Украинского кристаллического щита, Воронежского кристаллического массива. Благодаря этой работе была создана геохронологическая шкала мезоархея южной части Восточноевропейской платформы, положенная в основу геодинамических моделей формирования раннедокембрийской коры юго-западной части Восточноевропейского кратона.
Внедрил в практику геологических исследований методику определения содержания редкоземельных элементов методом изотопного разбавления на масс-спектрометре и их интерпретации.
Автор более 300 научных публикаций.

### Научные труды
- Геохронологическая шкала докембрия Украинского щита. Н. П. Щербак, Г. В. Артеменко. 1989. Наукова думка.
- Геохронологическая корреляция вулканизма и гранитоидного магматизма юго-восточной части Украинского щита и Курской магнитной аномалии. Геохимия и рудообразование, 1995 г., стр. 129—154
- Геохронология Среднеприднепровской, Приазовской и Курской гранит-зеленокаменных областей. 1998 г. (диссертация)